# Капела Свете Петке код Растушја
Капела Свете Петке код Растушја је српска православна богомоља и припада славонском владичанству. Налази се у шуми, западно од села Растушја, код Славонског Брода.
Прву капелу је изградио у 18. вијеку Цинцар Наум Димовић, јер ју ту доживио јако олујно невријеме. Завјетовао се да ће на том извору саградити капелу Светој Петки.
Генерацијама је српски православни народ из босанске и славонске посавине, долазио на овај извор Свете Петке и код капелице, на молитву. У старија времена се долазило и дан раније, па би се ту и ноћило. Главно окупљање је љети, на празник тзв. љетне Свете Петке, 26. јула по јулијанском, односно (тренутно) 8. августа по грегоријанском календару. Учитељ Никола Каурић (Павлас) је 1927. (Моји доживљаји) записао да се иза бродских виноградских брда у шумској поникви налази врело (извор), прозвано Св. Петка. К тој Св. Петки би сваке године у мају ишла школска омладина са читавим учитељским збором на тз. мајалис. Главни фактори у практичној обуци тога дана били би учитељи земљо- и онај природописа. Дјеца би се раштркала по шуми, тражећи велебија и другог биља, које само тамо расте. Након обједа би почеле разне игре, пјевање, декламовање и остале забаве. При повратку би који од бродских гавана дочекао поворку у свом винограду и тамо би их богато почастио.
У рату деведесетих година 20. вијека, при одласку православног свештенства (углавном) у Србију, Римокатолика црква је покушала ову капелу да преотме Српској православној цркви. Посветили су је Светој Ани и донијели кип Св. Ане, као и у многим другим сличним случајевима, када би се српске православне цркве Свете Петке претврале у католичке цркве Св. Ане. (Доњи Бргат код Дубровника, Шушањ код Бара...) По јулијанском календару, православни славе 26. јула Св. Параскеву (Петку), а католици 26. јула, по грегоријанском календару, славе Св. Ану. Католици су чак организовали и одласке вјерника до преименоване капелице, на вјерски обред. Повратком српског православног свештеника у Славонски Брод, православна традиција се наставља, а капела је опет православна и посвећена је Светој Петки, као што је била и раније. Стара капела је оштећена у рату деведесетих година 20. вијека, а приликом обнављања је постављен текст на два писма, латиници и ћирилици. Текст исклесан ћирилицом је био мета вандала и оштећен је. Вандали су 2019. уништавали и побацали столове и столице у базенчић код капелице.

## Галерија
- Након обнове капеле, постављен је текст на два писма, латиници и ћирилици. Текст исклесан ћирилицом је био мета вандала и оштећен је.
- Српски православни вјерници са својим свештеником, код капеле Св. Петке, 8. августа 2021.